# Parque Barón
El parque Barón es un futuro parque urbano que se construirá en el borde costero de la ciudad de Valparaíso, Chile, en un terreno entre las avenidas Argentina y Francia. Este parque tiene su génesis en los proyectos del Legado Bicentenario.
Los trabajos del proyecto diseñado por los arquitectos Hernán Fontaine y Diego Labbé se iniciaron el 2021 bajo el segundo gobierno del presidente Sebastián Piñera, pero por restos arqueológicos encontrados en el lugar las obras se detuvieron el 2022 y fueron renomadas el 2025. 
Este trabajo viene a consolidar la capacidad profesional que el Ministerio de Vivienda y Urbanismo ha creado con la nueva “Oficina de Proyectos Emblemáticos”, dirigida por el arquitecto Hernán Fontaine, quien junto a un destacado equipo de profesionales, asesores y funcionarios han logrado acelerar e implementar proyectos tan esperados como el nuevo parque marítimo en el sector Barón de Valparaíso que tendrá zona de áreas verdes, esparcimiento, equipamiento náutico, y rescatará la bodega Simón Bolívar, al transformarla en un mercado gastronómico y centro comunitario.
Este proyecto reemplazó al del mall Barón, que pretendía instalar un centro comercial, siendo desechado después de un largo proceso que terminó con un fallo de la Corte Suprema que lo declaró ilegal.